# Charly (The Prodigy)
Charly is de tweede single van de Britse elektronica/breakbeatband The Prodigy. De single kwam uit als 7" en 12" vinyl in augustus 1991.
De single bevatte een sample van de Britse kindervoorlichtingsfilm Charley Says. Liam Howlett werd aangeklaagd omdat er geen toestemming was gegeven de sample te gebruiken, maar hij werd vrijgesproken. De single was in het Verenigd Koninkrijk hun eerste grote succes, het bereikte daar de 3e plaats in de hitlijst. In Nederland is de single niet verder gekomen dan de tipparade.

## Nummers

### XL Recordings

#### 7" Vinyl
Kant A
1. Charly (Alley Cat Mix 7" Edit) (3:38)
Kant B
1. Charly (Original Mix) (3:56)

#### cd-single / 12" vinyl
1. Charly (Original mix) (3:56)
2. Pandemonium (4:25)
3. Your Love (6:00)
4. Charly (Alley Cat mix) (5:27)

### Elektra

#### 12" vinyl
A1. Charly (Beltram says mix) (5:27) (remixed by Joey Beltram)
A2. Charly (Alley Cat mix) (5:27)
AA1. Everybody in the Place (Dance Hall version) (5:33) (remixed by Moby)
AA2. Everybody in the Place (Fairground mix) (5:08)

#### Cd-single
1. Charly (Beltram says mix) (5:27) (remixed by Joey Beltram)
2. Charly (Alley Cat mix) (5:27)
3. Everybody in the Place (Dance Hall version) (5:33) (remixed by Moby)
4. Everybody in the Place (Fairground mix) (5:08)
5. Your Love (The Original Excursion) (6:00)
6. G-Force (Part 1) (5:18)